# Congé de formation professionnelle
Pour les articles homonymes, voir CFP.
Le congé de formation professionnelle (CFP) est la possibilité de suivre des formations à titre individuel pour réaliser un projet personnel (reconversion, volonté promotionnelle, démarche professionnelle…) à l’ensemble des agents, titulaires ou non, des trois fonctions publiques. 
Ce congé de formation professionnelle est un droit de la Loi no 86-33 du 9 janvier 1986 et est distinct des plans de formation qu'offre l'établissement dans lequel exerce l'agent.
- Conditions d'accès  : 3 ans de services effectifs.
- Durée  : Maximale de 3 ans, cependant la période indemnisée est au maximum de 12 mois.
- Indemnisation  : 85 % du traitement brut indiciaire portée à 100 % pour les agents de catégorie C  de la fonction publique.

Pour le secteur hospitalier, l'Association nationale pour la formation permanente du personnel hospitalier (ANFH) est l'organisme permettant ce congé de formation professionnelle.